# Tipary László
Tipary László (Kistompa, 1927. július 22. - Ipolyság, 2007. október 24.) hivatalnok, könyvelő, helytörténész.

## Élete
Családjában festők, írók, sakkmesterek határozták meg érdeklődésének alakulását. Az ipolysági mezőgazdasági középiskolában érettségizett 1966-ban. Megalakulásától tagja volt a Csemadoknak. Községi képviselő volt, majd színjátszó kört alapított. Megalapította a Palóc Helytörténeti és Néprajzi Falumúzeumot szülőfalujában és felgyűjtötte a falu történelmi emlékeit.
Az ő tanácsára ajándékozza Simonyi Lajos életművét Ipolyságnak. 
Helytörténeti írásai főleg szlovákiai magyar lapokban jelentek meg. Tanulmányt írt az 1848/49-es szabadságharc és az első világháború honti eseményeiről.

## Művei
- 1998 Gyöngyszemek Palócországból – Felsőszemeréd rovásírásos emlékei
- 2003 El kell menni katonának
- 2004 Szülőföldem szép határa. Szlovákiai magyarok deportálása
- 2006 Gyerk község az Ipoly mellett 1156–2006 (szlovákul is)